# 附加稅
附加税又稱税收附加，是指各地政府按一定比例随正税加征的税款。附加稅並不是獨立的稅種。税收附加可以以计税基数的数额确定比例征收，也可以按应纳税额的一定比例征收。通常各地把按国家税法规定的税率征收的税款称为正税，而把在正税以外征收的稅收称为副税或附加稅。